# Sent Florenç
Sent Florenç d'Ausona (en francès Saint-Florent-sur-Auzonnet) és un municipi francès situat al departament del Gard i a la regió d'Occitània.

## Agermanaments i intercanvis
Aquest municipi està adherit a l'associació "Saint Florent de France" que agrup 7 municipis que tenen de nom Saint Florent:
- - Saint Florent sur Cher (Cher)
  - Saint Florent le Jeune (Loiret)
  - Saint Florent (Haute Corse)
  - Saint Florent le Vieil (Maine et Loire)
  - Saint Florent des Bois (Vendée)
  - Saint Florent (Deux Sèvres), antic municipi fusionat amb Niort el 1969.